# 태화동 (울산)
태화동(太和洞)은 울산광역시 중구의 행정동, 법정동이다. 태화동은 울산의 젖줄인 태화강과 넓은 태화들을 끼고 있으며, 대한민국 최대의 백로 도래지인 십리대숲공원 등 친환경 생태공간으로서의 면모를 갖추고 있어 시민들의 휴식처가 됨은 물론이고 많은 외래객들이 방문하는 울산의 대표적 명소로 자리매김 하고 있다.

## 역사
태화동은 세종 조에 원포리라 한 듯하여 정조 때는 상말, 하말, 말정의 세 마을로 갈라져 있었다. 1894년 고종 31년에 이르러는 말정, 태화, 화진, 반곡으로, 1911년에는 태화, 화진, 반곡으로 갈라져 있었으나 1914년 행정구역 개편 때 이를 합하여 태화리라 하였다. 이때 범서면에 속하였던 난곡, 말정을 부내면에서 흡수, 태화리에 합하였다.

## 법정동
- 태화동(太和洞)의 일부
- 유곡동(裕谷洞)

## 학교
- 태화초등학교
- 유곡중학교
- 함월고등학교

## 아파트
유곡동
- DL이앤씨 e편한세상 울산 유곡 : 2010년 2월 입주.

## 문화
- 태화사 (자장율사)
- 태화루
- 태화강의 용금소
- 수운 최제우 유허지
- 유곡동 공룡발자국